# Blue Brain
Das Blue-Brain-Projekt versteht sich als Pionierprojekt zum Verständnis der Funktionsweise des Gehirns durch die Bildung groß angelegter Computermodelle. Es wurde von Henry Markrams Brain and Mind Institute der École Polytechnique in Lausanne (Schweiz) und IBM (USA) im Mai 2005 ins Leben gerufen. Es hatte zum Ziel, bis 2015 ein biologisch korrektes, virtuelles Gehirnmodell zu schaffen. Seit einer EU-Förderung von 1 Milliarde Euro wurde das Vorhaben im Nachfolgeprojekt Human Brain Project (2013–2023) fortgeführt.

## Ziele
Ein wichtiges Zwischenziel des Projekts wurde Ende 2007 abgeschlossen: Blue Column hat das Ziel der vollständigen Simulation einer neokortikalen Säule auf zellulärer Ebene erreicht. Neokortikale Säulen besitzen eine Höhe von 2 mm und einen Durchmesser von 0,5 mm. Beim Menschen enthalten sie circa 60.000 Neuronen. Blue Column bezieht sich auf Ratten, deren kortikale Säulen circa 10.000 Nervenzellen und ungefähr 108 Synapsen beinhalten.
Die Simulation geht über das Konzept des künstlichen neuronalen Netzes hinaus: Sie beruht auf biologisch plausiblen und komplexen Modellen verschiedener Nervenzelltypen. Eingesetzt werden der von Phil Goodman entwickelte Neocortical Simulator (NCS) in Kombination mit Michael Hines’ Software NEURON. Die Simulation soll auf einem BlueGene Supercomputer berechnet werden. Blue Column soll innerhalb von 2–3 Jahren realisiert und anschließend mit einer Reihe von empirischen Daten getestet werden.
Im weiteren Verlauf soll die Entwicklung in zwei Richtungen fortgeführt werden:
1. Simulation einer kortikalen Säule auf molekularer Ebene, um z. B. die Bedeutung von Genexpression untersuchen zu können
2. Vereinfachung der Simulation mit dem Ziel, eine große Anzahl von Säulen zu vernetzen und parallel simulieren zu können. Das Endziel ist die Simulation eines vollständigen Neokortex, der beim Menschen aus circa 1 Million kortikalen Säulen besteht.

In einer 10-Jahres-Perspektive sollen verschiedene Forscher weltweit eigene Modelle verschiedener Gehirnregionen erstellen und in eine Internet-Datenbank hochladen können. Die Blue-Brain-Software soll diese Module miteinander vernetzen und daraus die erste Simulation eines vollständigen Gehirns aufbauen. Um das zu erreichen, müssen mehrere noch ungelöste Probleme bewältigt werden.

## Erreichte Meilensteine
Im Oktober 2015 wurde als erstes größeres Ergebnis die Simulation der Aktivität von etwa 31.000 Neuronen aus dem somatosensorischen Cortex eines Rattengehirns präsentiert.
Als Nachfolgeprojekt auf EU-Ebene ist das Human Brain Project zu verstehen, das ebenfalls von Markram lanciert wurde.
Am 11. Januar 2018 veröffentlichte die EPFL die Datenplattform „Blue Brain Nexus“ des Blue Brain Project.
2018 wurde der erste digitale 3D-Gehirnatlas veröffentlicht, welcher Informationen über Zelltypen, -zahlen und -positionen von 737 Regionen des Gehirns beinhaltet.
2019 präsentierte Idan Segev, ein Neurowissenschaftler des Blue Brain Projekts, einen Vortrag mit dem Titel: „Brain in the computer: what did I learn from simulating the brain.“ (zu deutsch: „Das Gehirn im Computer: Was ich von der Simulation des Gehirns lernte“). In diesem Vortrag erwähnte er, dass der gesamte Kortex des Mäusegehirns komplett sei, und die virtuellen EEG-Experimente bald beginnen würden. Außerdem sagte er, dass das Model zu diesem Zeitpunkt zu komplex für Supercomputer sei, und dass Methoden untersucht würden, um die Neuronen durch neurale Netzwerke zu repräsentieren.
2022 verwendeten Wissenschaftler des Blue Brain Projektes algebraische Topologie, um einen Algorithmus zu entwickeln („Topological Neuronal Synthesis“), welcher aus einer kleinen Anzahl von Referenz-Zellen Millionen synthetische, einzigartige neuronale Morphologien erzeugt. Das hilft, um gesunde und erkrankte Zustände des Gehirns zu replizieren. In einem Artikel waren Kenari at al. in der Lage, auf diese Weise digitale dendritische Morphologien zu erzeugen, und gesamte Gehirnregionen auszuarbeiten, basierend auf nur wenigen Referenz-Zellen. Da dieser Algorithmus Open-Source-Software ist, kann es die Modellierung von erkrankten Zuständen des Gehirns ermöglichen, und schließlich zu einem digitalen Zwilling eines Gehirns.

## Software
Das Blue Brain Project hat eine Reihe von Programmen zur Rekonstruktion und Simulation des Mausgehirns entwickelt.

### Blue Brain NEXUS
Blue Brain NEXUS ist eine Datenintegrationsplattform, die es Nutzern ermöglicht, Daten zu suchen, abzulegen und zu organisieren. Sie basiert auf dem FAIR-Datenprinzip und bietet flexible Lösungen für die Datenverwaltung auch jenseits neurowissenschaftlicher Studien. Es ist eine Open-Source-Software und steht jedem auf github zur Verfügung.

### BluePyOpt
BluePyOpt ist ein Tool zur Erstellung elektrischer Modelle einzelner Neuronen. Dazu verwendet es evolutionäre Algorithmen, um die Parameter auf experimentelle elektrophysiologische Daten zu beschraenken. Versuche, einzelne Neuronen mit BluePyOpt zu rekonstruieren, werden von Rosanna Migliore, und Stefano Masori  vorgenommen. Es ist eine Open-Source-Software und steht jedem auf github zur Verfügung.

### CoreNEURON
CoreNEURON ist eine Ergänzung zu NEURON und erlaubt Simulationen in großem Maßstab, indem es die Speichernutzung und die Berechnungsgeschwindigkeit erhöht. Es ist eine Open-Source-Software und steht jedem auf github zur Verfügung.

### NeuroMorphoVis
NeuroMorphoVis ist ein Visualisierungstool für Morphologien von Neuronen. Es ist eine Open-Source-Software und steht jedem auf github zur Verfügung.

### SONATA
SONATA ist ein gemeinsames Projekt des Blue Brain Project und des Allen Institute for Brain Science zur Entwicklung eines Standards für ein Datenformat um eine plattformübergreifende Arbeitsumgebung mit größerem Rechenspeicher und höherer Effizienz zu ermöglichen. Es ist eine Open-Source-Software und steht jedem auf github zur Verfügung.

## Verwandte Projekte

### Cajal Blue Brain

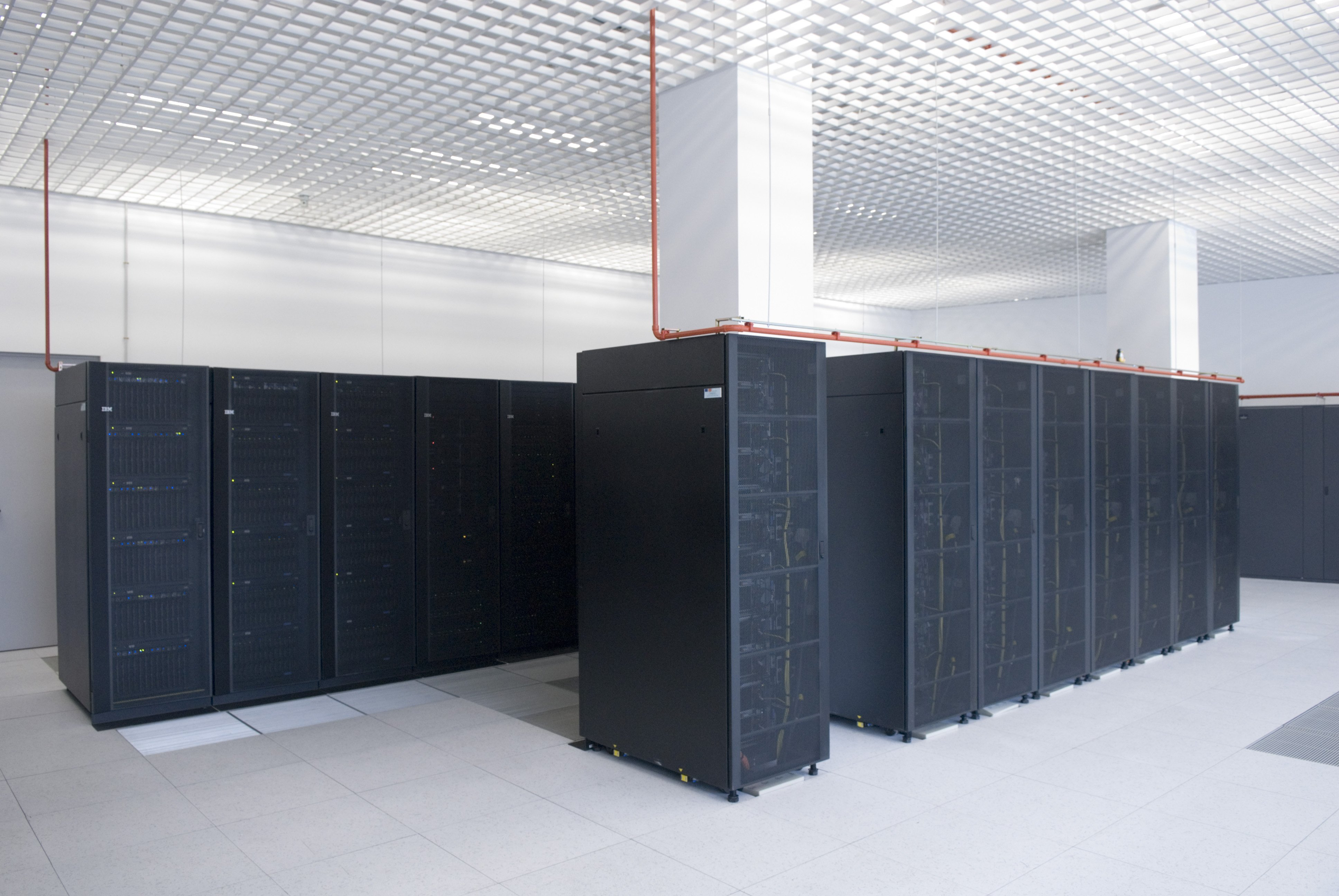
Der Magerit Supercomputer (CeSViMa) des Cajal Blue Brain-Projekts

Das Cajal Blue Brain-Projekt wird von der Technischen Universität Madrid koordiniert und nutzt die Einrichtungen des Supercomputing and Visualization Center of Madrid und seines Supercomputers Magerit (CeSViMa). Das Cajal-Institut nimmt ebenfalls an dieser Zusammenarbeit teil. Schwerpunkt der  Forschung am Cajal Blue Brain sind neurologische Experimente und Computersimulationen. Dabei spielt die Nanotechnologie, in Form eines neu konzipierten Gehirnmikroskops, eine wichtige Rolle. Neben der UPM und dem CSIC gehören dem Projekt zwölf weitere wissenschaftliche Gruppen aus verschiedenen spanischen Forschungsinstituten und -organisationen an: das Instituto de Investigaciones Biomédicas de Barcelona unter der Leitung des Consejo Superior de Investigaciones Científicas (CSIC), die Universidad de Castilla La Mancha, die Universidad Rey Juan Carlos, die Universidad del País Vasco, die Universidad de Las Palmas de Gran Canaria, das Hospital Ramón y Cajal de Madrid und das Hospital Carlos Haya de Málaga.

### Dokumentarfilm
2020 soll ein 10-teiliger von Noah Hutton gedrehter Dokumentarfilm veröffentlicht werden. Jeder Teil widmet sich einem Einjahresabschnitt der Arbeit des Projekts an der Eidgenössischen Technische Hochschule Lausanne (EPFL). Die Dreharbeiten begannen 2009. und andere ähnliche Forschungsprojekte werden ebenfalls aufgegriffen und erwähnt.

## Kritik
Manche Kritiker sehen Markrams Projekt als teuren Irrweg an und meinen, das Geld solle besser für Forschung an echten Hirnen verwendet werden.